# Heid (Wipperfürth)
Heid ist eine Ortschaft in der Gemeinde Wipperfürth im Oberbergischen Kreis im Regierungsbezirk Köln in Nordrhein-Westfalen (Deutschland).

## Lage und Beschreibung
Der Ort liegt im Südwesten der Stadt Wipperfürth.  Nordwestlich der Ortschaft entspringt ein Nebengewässer des Schwarzenbaches. Nachbarorte sind Unterschwarzen, Julsiefen, Mittelschwarzen und Hof.
Der Ort gehört zum Gemeindewahlbezirk 160 und damit zum Ortsteil Wipperfeld.

## Geschichte
1443 wird der Ort erstmals unter der Bezeichnung „Heyde“ in einer Einkunfts- und Rechteliste des Kölner Apostelstiftes genannt. Die Karte Topographia Ducatus Montani aus dem Jahre 1715 zeigt drei Höfe und bezeichnet diese mit „Heid“. Die Topographische Aufnahme der Rheinlande von 1825 zeigt auf umgrenztem Hofraum unter dem Namen „Heid“ fünf getrennt voneinander liegende Grundrisse. In der Preußischen Uraufnahme von 1840 lautet die Ortsbezeichnung „Heide“. Ab der topografischen Karte der Jahre 1894 bis 1896 wird der heute gebräuchliche Ortsname Heid verwendet.
Aus den Jahren 1810 und 1880 stammen zwei im Ortsbereich stehende Wegekreuze aus Sandstein.

## Busverbindungen
Über die Haltestelle Unterschwarzen der Linie 427 (Wupsi/OVAG) ist Heid an den öffentlichen Personennahverkehr angebunden.

## Wanderwege
Der vom Sauerländischen Gebirgsverein ausgeschilderte örtliche Rundwanderweg A4 führt durch den Ort.